# Amand-Joseph Fava
Pour les articles homonymes, voir Fava.
Amand-Joseph Fava né le 11 février 1826 à Évin-Malmaison (Pas-de-Calais) et mort le 17 octobre 1899, est un évêque français.

## Biographie
Amand Joseph Fava est le fils de Jean-François Fava, cultivateur, et Ernestine Leconte.

### Évêque de Fort de France et de Saint-Pierre (1871-1875)
Il est nommé évêque de Fort-de-France et de Saint-Pierre le 25 janvier 1871 et consacré par Florian Desprez, archevêque de Toulouse le 25 juillet 1871. En 1873, il lance un chantier de rénovation de la cathédrale Notre-Dame-du-Bon-Port.
Son épiscopat est marqué par la volonté de réaffirmer l'autorité de l'Église et de l'ordre colonial en Martinique. Fidèle à ses convictions ultra-conservatrices, il rappelle sans cesse la nécessaire obéissance aux autorités, particulièrement à celle des clercs et développe aussi le culte du Sacré-Cœur. Il affirme aussi son refus d'un clergé indigène, d'origine mulâtre, en fermant le grand séminaire de Saint-Pierre, il s'agit pour lui d'éliminer les jeunes gens de couleur qui ne seraient pas assez motivés en les obligeant à se former à Paris. Enfin, il s'oppose fermement à la création par le conseil général de la Martinique d'un lycée laïque qui ferait concurrence au séminaire-collège des Spiritains.

### Évêque de Grenoble (1875-1899)
Son épiscopat à Grenoble est émaillé par de nombreuses luttes avec la franc-maçonnerie qui lui valent entre autres l'inimitié de la municipalité de sa ville épiscopale.
À la suite d’une lettre qu’il adresse à son clergé le 22 janvier 1886, le Conseil d’État prononce l’abus contre lui, le motif étant d'« exciter son clergé au mépris du gouvernement de la République ».
Il fonde le journal La Croix de l’Isère et fait promulguer de nouveaux statuts pour son chapitre cathédral.
En 1878, venu à Rome pour demander le titre de basilique pour le sanctuaire construit à La Salette après l'apparition de 1846, il s'oppose aux demandes de Mélanie Calvat de fonder un ordre religieux dont elle a rédigé la règle : « J’accepterai la règle de Mélanie seulement lorsque l’Église m’aura prouvé qu’elle vient réellement de la Sainte Vierge. »  
En 1883-1884, une façade en ciment moulé est appliquée sur la cathédrale Notre-Dame par l'architecte Alfred Berruyer (cet ajout sera supprimé en 1990).
Le congrès national de l’ACJF (Association catholique de la jeunesse française) se tient à Grenoble en 1892.
En 1896, Amand-Joseph Fava fête son jubilé épiscopal et reçoit à cette occasion du pape Léon XIII le pallium.

#### Opposant aux lois Ferry
En 1879, il s'oppose avec vigueur aux lois Jules Ferry en préparation, et plus particulièrement à la loi du 18 mars 1880 relative à la liberté de l'enseignement supérieur et à la loi du 27 février 1880 relative au Conseil supérieur de l’instruction publique et aux conseils académiques. Un de ses mandements ayant explicitement condamné la nouvelle législation, il déclenche la colère du ministre des Cultes Charles Lepère, qui lui envoie le 25 mars une lettre d'avertissement — parue également au Journal Officiel — pour le rappeler à l'ordre. Les journaux de gauche réclament également des poursuites judiciaires à son encontre.
L'action du ministre est relativement inefficace : si le prélat cesse jusqu'au 13 avril de mentionner la question dans ses lettres pastorales, il n'en continue pas moins à faire parvenir des pétitions et lettres de protestations aux parlementaires, documents que la presse de droite s'empresse de publier. Les autorités sont toutefois moins conciliantes avec l'archevêque d'Aix, lui aussi opposant déclaré de Ferry, qu'avec Amand-Joseph Fava : c'est le début de l'affaire Forcade qui est portée devant le Conseil d'État.

### Militant antimaçonnique
Connu pour ses livres et pamphlets antimaçonniques, il est le fondateur en 1884, la même année que l’exhortation de Léon XIII, de la revue La Franc-maçonnerie démasquée, revue mensuelle des doctrines et des faits maçonniques. En 1892, l'évêque cède sa revue à l'abbé Gabriel de Bessonies.
Amand-Joseph Fava voit en la franc-maçonnerie, « la mère de toutes les révolutions ». Il fait remonter l'origine de la maçonnerie au socinianisme, reprenant la thèse de Jacques-François Lefranc.

## Œuvres

### Pamphlets
- Lettre pastorale de Monseigneur l'évêque de Grenoble : à son clergé et aux fidèles de son diocèse ... sur l'apostasie maçonnique, Grenoble : Baratier et Dardelet, 1885. 23 p.

### Ouvrages
- La Franc-Maçonnerie, Paris, 1880.
- Croisade réparatrice des francs-catholiques, 1881.
- Discours sur le secret de la Franc-Maçonnerie, 1882.
- Le Secret de la Franc-Maçonnerie, Lille, 1883.
- Appel aux catholiques français et aux catholiques des diverses nations, 1896.
- Y a-t-il des femmes dans la franc-maçonnerie ?, avec Léo Taxil, H. Noirot, (1891).

## Distinction
- Chevalier de la Légion d'honneur (5 mars 1874)[12]